# Aysel
Aysel ist ein türkischer weiblicher Vorname mit der Bedeutung „strahlend wie der Mond“ oder „schön“, der auch in Aserbaidschan vorkommt.

## Namensträgerinnen
- Aysel Gürel (1929–2008), türkische Schauspielerin und Dichterin
- Aysel Məmmədova (* 1989), aserbaidschanische Sängerin, siehe Aisel
- Aysel Özakın (* 1942), türkische Schriftstellerin
- Aysel Teymurzadə (* 1989; auch bekannt als AySel), aserbaidschanische Popsängerin
- Aysel Tuğluk (* 1965), kurdisch-türkische Politikerin
- Aysel Yollu-Tok (* 1979), deutsche Wirtschaftswissenschaftlerin, Soziologin und Hochschullehrerin